# Yamaha YZ250
A Yamaha YZ250 egy motorkerékpár, amit a Yamaha gyárt 1974 óta.

## Motor
A Yamaha YZ250 egy 249cc-is kétütemű, vízhűtéses, YPVS kipufogóval felszerelt motorja van.
42 lóerős (32 kW), nyomatéka 39 Nm, amit 9000-es fordulaton ad le.

## Váz
A motor 1974-es megjelenése óta a vázon nagyobb változtatásokat csak 2005-ben hajtottak végre.A motort fordított villával, és elöl-hátul hidraulikus tárcsafékkel gyártják.